# 아스파시아 마노스

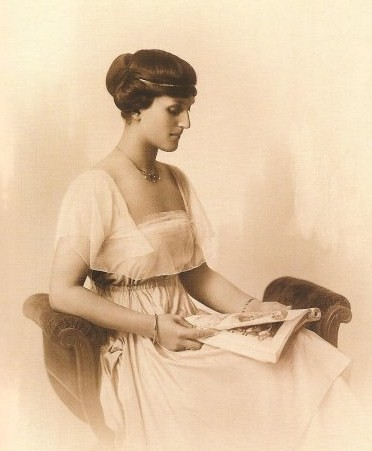
아스파시아 마노스

아스파시아 마노스(그리스어: Ασπασία Μάνου, 1896년 9월 4일 ~ 1972년 8월 7일)는 그리스의 귀족으로 그리스 왕 알렉산드로스의 아내가 되었다. 그녀의 결혼에 대한 논란으로 인해 그녀는 "아스파시아 왕비" 대신 마담 마누라로 불리게 되었고, 1922년 9월 10일 알렉산드로스의 사망과 콘스탄티노스 1세 왕의 복위 후 그리스와 덴마크의 아스파시아 공주로 인정받았다. 결혼을 통해 그녀와 그녀의 후손들은 덴마크에서 기원한 그리스 왕실의 유일한 민족적 구성원이 되었다.

## 참고 문헌
- Gelardi, Julia (2006), Born to Rule : Granddaughters of Victoria, Queens of Europe, Headline Review ISBN 0-7553-1392-5
- Llewellyn Smith, Michael (1998), Ionian Vision : Greece in Asia Minor 1919–1922, London, Hurst & Co ISBN 1-85065-413-1
- Mateos Sainz de Medrano, Ricardo (2004), La Familia de la Reina Sofía, La Dinastía griega, la Casa de Hannover y los reales primos de Europa, Madrid, La Esfera de los Libros ISBN 84-9734-195-3
- Palmer, Alan and of Greece, Michael (1990), The Royal House of Greece, Weidenfeld Nicolson Illustrated ISBN 0-297-83060-0
- Van der Kiste, John (1994), Kings of the Hellenes: The Greek Kings, 1863–1974, Sutton Publishing ISBN 0-7509-2147-1
- Vickers, Hugo (2000), Alice, Princess Andrew of Greece, London, Hamish Hamilton ISBN 0-241-13686-5